# IC 5091
IC 5091 је спирална галаксија у сазвјежђу Паун која се налази на листи објеката дубоког неба у Индекс каталогу.
Деклинација објекта је - 70° 39' 10" а ректасцензија 21h 17m 37,1s. Привидна величина (магнитуда) објекта IC 5091 износи 15,2 а фотографска магнитуда 15,9. IC 5091 је још познат и под ознакама ESO 74-27, AM 2112-705, PGC 66505.